# アメリカ合衆国ナショナル・モニュメント

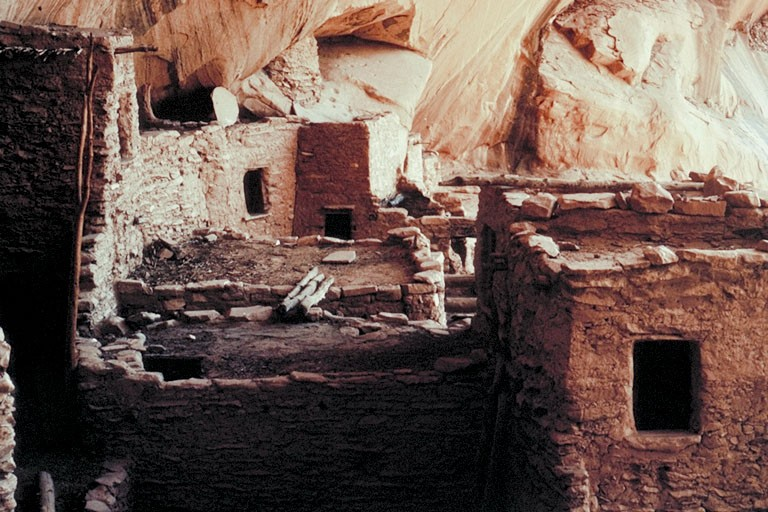
ナヴァホ・ナショナル・モニュメント（Navajo National Monument）

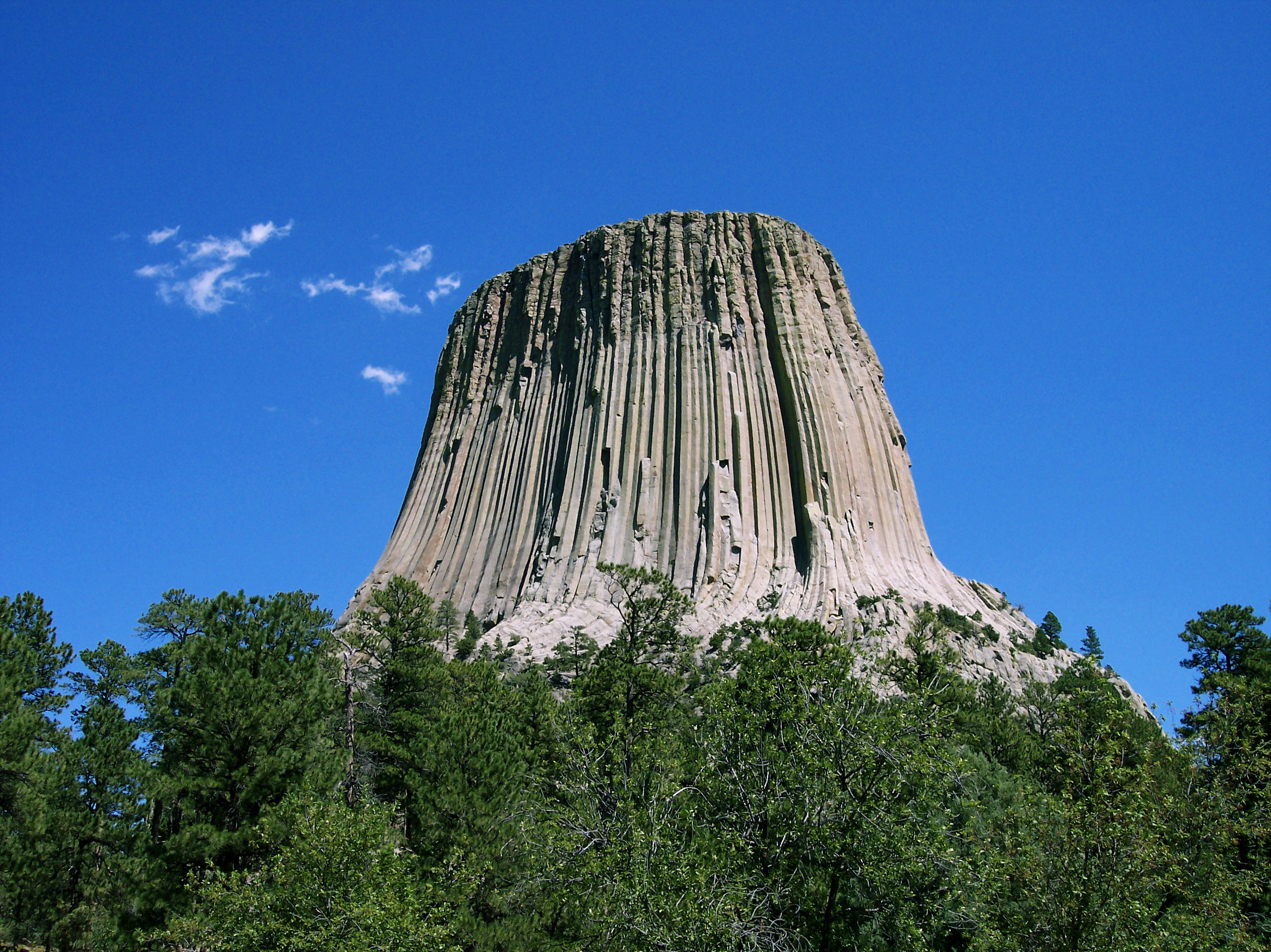
デビルスタワー・ナショナル・モニュメント（Devils Tower National Monument）

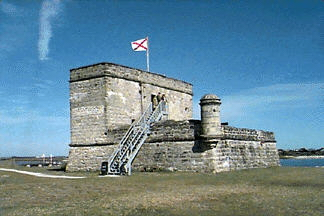
マタンザス要塞ナショナル・モニュメント（Fort Matanzas National Monument）

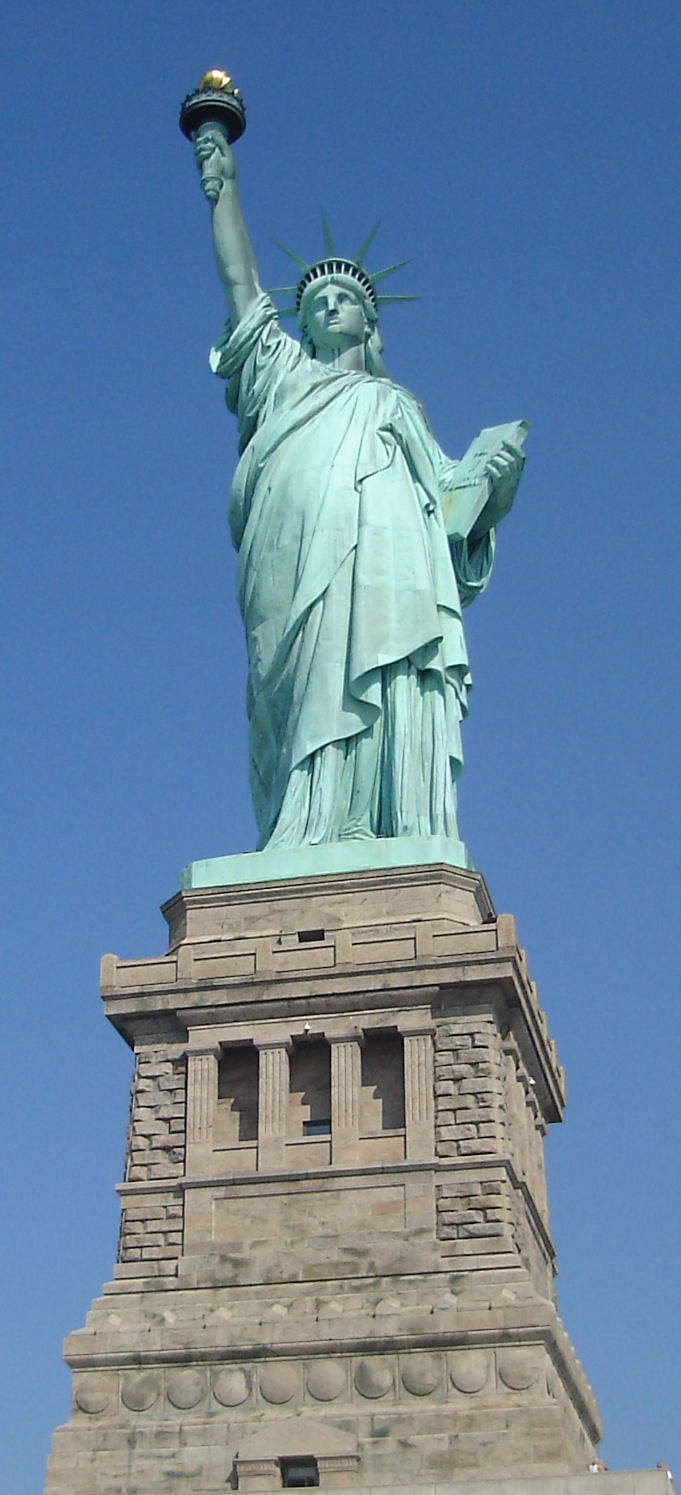
自由の女神像ナショナル・モニュメント（Statue of Liberty National Monument）

アメリカ合衆国の指定するナショナル・モニュメント（National Monument）は、アメリカ合衆国の文化遺産保護制度の一つ。日本語では、国立公園に対して国定公園と訳されることがある。場合によって国定記念物や国定史跡などの翻訳も見られる。アメリカ合衆国大統領が遺跡保存法に基づき、指定する。

## 概要
アメリカ合衆国のナショナル・モニュメントは、アメリカ合衆国の国立公園に類似した保護地域である。異なるのは、大統領が議会の承認を必要とせず、短期間で米国内の地域をナショナル・モニュメントであると布告することができる点である。ナショナル・モニュメントは、国立公園ほど野生動物を保護することはなく、国立公園ほど資金を必要としない。
ナショナル・モニュメントと国立公園の違いは、保護されるものの多様性の程度にもある。ナショナル・モニュメントは少なくとも1つの類のない資源を保護することを目的とするが、国立公園ほどの多様性を持たない。国立公園は数多くの類のない特徴を保護する建前となっている。しかし、国立公園、ナショナル・モニュメント、国有林などの中の地域、あるいはそれを越えて広がる地域は、国立公園よりもはるかに強力な保護が可能な自然保護地域の一部となることがありうる。もっとも、農務省森林局と土地管理局によって管理されている自然保護地域は、しばしば狩猟が許可されている。
ナショナル・モニュメントは、国立公園局、農務省森林局、野生生物部、土地管理局によって管理されている。ナショナル・モニュメントを設立する権限は、セオドア・ルーズベルト大統領の時代に制定された遺跡保存法に由来する。大統領は、ワイオミング州のデビルスタワーを最初のナショナル・モニュメントとして布告した。彼は議会の動きは遅すぎて、国立公園にする頃には台無しになっているだろうと考えたのである。
後述の通り、元々は比較的小規模のものが想定されていたが、非常に大きなものまで含むように運用されてきている。日本の天然記念物は英語でNatural monumentという。

## 歴史
1906年の遺跡保存法は、西部の連邦政府の土地にあるほとんど有史以前のインディアンの遺跡と埋蔵物（まとめて「antiquities」と命名された）の保護についての懸念に起因するものである。同法は、合法的な考古学的調査研究を許可し、許可なしに埋蔵物を持ち去ったり破壊したりした人に罰を与える権限を与えた。
そして、大統領に「歴史的な価値のある建造物、歴史のある又は先史時代の構造物、その他の歴史的、科学的な価値のある物件」を、ナショナル・モニュメントとして布告する権限を与えた。「ナショナル・モニュメントによる制限は、いかなる場合でも保護の対象物に係る適切な配慮及び管理と両立しうる最小の地域に限定されるものとする」とされている。
従って、元々ナショナル・モニュメントは、先史時代の文化的作品、遺物を保護するために布告されること、そして小さいことが期待されていた。しかし、法の中で「科学的な価値のある物件」とされていたため、セオドア・ルーズベルト大統領は、3か月後に、地質学的な特徴のあるワイオミング州のデビルズ・タワーを最初のナショナル・モニュメントにすることができた。1906年に同大統領が布告した3つのナショナル・モニュメントの中には、自然物であるアリゾナ州の化石の森がある（議会は後日それを国立公園にした）。
ナショナル・モニュメントが小さいものであるという期待も、また間もなく踏み越えられた。1908年、ルーズベルトは再び、同法を3,200平方キロメートル（800,000エーカー）以上あるグランド・キャニオンをナショナル・モニュメントとして布告するために用いた（非常に大きな「科学的な価値のある物件」である）。1918年、ウッドロウ・ウィルソン大統領は、4,000平方キロメートル（1,000,000エーカー）以上あるアラスカ州のカトマイ・ナショナル・モニュメントの布告を行った。カトマイ国立公園は、その後の遺跡保存法に基づく布告によって、後に11,000平方キロメートル（28000,000エーカー）近くに広げられ、長い間、最大の国立公園であった。化石の森、グランド・キャニオン、カトマイは、多くのナショナル・モニュメント同様、後に議会によって国立公園に変更された。
アリゾナ州とアラスカ州における遺跡保存法のこの拡大解釈に対する大きな議会の反対はなかった。この理由の1つにはアリゾナ州とアラスカ州は当時議会に代表者を送り出していない準州に過ぎなかったことがある。大きな反対が初めて実際に起こったのは、1943年、フランクリン・ルーズベルト大統領がワイオミング州のジャクソン・ホール・ナショナル・モニュメントを布告したときだった。議会がジョン・ロックフェラー2世が取得した土地の寄付を受け取るためにグランド・ティトン国立公園の拡張を承認することを拒否した後、大統領はこの布告を行った。ルーズベルトの布告は、議会を迂回するための遺跡保存法の利用について非難の嵐を引き起こした。ジャクソン・ホール・ナショナル・モニュメントを廃止する法律が議会を通過したが、ルーズベルトは拒否権を行使した。議会及び裁判を通じた布告権限への異議申し立てが相次いだ。1950年、議会はとうとうジャクソン・ホール・ナショナル・モニュメントの大部分をグランド・ティトン国立公園に組み入れたが、同時にワイオミング州における布告権限のさらなる行使は禁じられた。
1943年以来、布告権限は非常に控えめに行使されてきており、事前の議会への相談とその支持なしにはめったに行使されない。例えば、1949年、ハリー・トルーマン大統領は、アイオワ州からの土地の寄付を受け取るため同州の代表団の依頼を受けて、エフィジーマウンズ・ナショナル・モニュメントを布告した。地元及び議会の感情に対する挑戦にみえるような布告権限の行使がなされた珍しいケースでは、議会は再び報復した。1961年、ドワイト・D・アイゼンハワー大統領は退任直前に、議会が関連する国立歴史公園の法律制定を拒んだ後、チェサピークとオハイオ運河ナショナル・モニュメントを布告した。下院の内務委員会議長、コロラド州のウェイン・アスピナールは、1960年代の終わりまで、その後のチェサピークとオハイオ運河公園法を妨害する行動でこれに応えた。
布告権限のもっとも大幅な行使は、1978年、議会がアラスカ州で強硬に反対された主要なアラスカ土地法を通過させず休会に入った後、ジミー・カーター大統領がアラスカ州で15の新しいナショナル・モニュメントを布告したときである。1980年、議会はこれらのナショナル・モニュメントのほとんどを国立公園に組み入れる修正法案を通過させたが、同時にアラスカでの布告権限のさらなる行使を制限した。
その後、布告権限は、1996年、ビル・クリントン大統領がユタ州のグランド･ステアケース・エスカランテ・ナショナル・モニュメントを布告するまで、行使されることはなかった。この行為はユタ州ではかなり不評で、法律で大統領の権限はさらに制限されることとなった。
今日までいずれの法案も成立していない。クリントン大統領によって新設された16のナショナル・モニュメントのほとんどは、国立公園局ではなく土地管理局によって管理されている。国立公園局によって管理されているのは、ガバナーズ島ナショナル・モニュメント、ヴァージン諸島サンゴ礁ナショナル・モニュメント、ミニドカ収容所ナショナル・モニュメントである。
ジョージ・W・ブッシュは、2006年の遺跡保存法の100周年記念日に、2つのまったく異なるモニュメントを布告した。黒人墓地ナショナル・モニュメントは、ニューヨーク市内の小さな遺跡発掘現場である。パパハナウモクアケア海洋ナショナル・モニュメントは、太平洋のおよそ36,000平方キロメートル（140,000平方マイル）を保護している。これは米国のすべての国立公園を合わせたものより大きい。
大統領は、ナショナル・モニュメントを新設するだけでなく、既存のものを拡大するために、遺跡保存法の布告権限を用いてきた。例えば、フランクリン・ルーズベルトは、1938年に大きくダイナソー・ナショナル・モニュメントを広げ、リンドン・ジョンソンは、1965年にエリス島を自由の女神像ナショナル・モニュメントに加え、ジミー・カーターは、1978年にグレイシャーベイ国立公園とカトマイ・ナショナル・モニュメントを大きく拡張した。